# Петроглифи провинције Хаил
Петроглифи провинције Хаил (арапски језик: الفنون الصخرية في منطقة حائل‎) је назив за археолошки локалитет у Саудијској провинцији Хаил који се састоји од два места: Џабел Ум Синман код дрвеног града Џубаха и Џабал ал-Манџор код Ал-Шувајмиса, која су позната по јединственим петроглифима у пустињском пределу.
Некада је у подножју масива Ум Синман било језеро које је данас нестало, а било је извор свеже воде за све људе и животиње у јужном делу Велике Нарфоуд пустиње. Преци данашњих Арапа су остављали доказе о свом пролазу овим просторима у виду бројних петроглифа и натписа на површинама стена. Нека од њих, попут Џабал ал-Манџора и Рата чине стеновите громаде које вире из долина (вади) сада прекривених песком. Они показују бројне приказе људских и животињских ликова који покривају 10.000 година историје. Због тога су ови петроглифи уписани на УНЕСКО-в Списак места Светске баштине у Азији и Аустралазији 2015. године.
Џабел Ум Синман код Џубаха је била велики цивилизована заједница која је постојала у подручју пресушеног језера с добрим и плодним белим тлом. Утврђено је много назнака о великим људским насељима из разних раздобља, као што су:
1. налази из каснијег каменог доба, неолита;
2. врхови стрелица и бритве с почетка бакарног доба које су пронашли људи Министарства образовања;
3. цртежи камила, коња и палми из тзв. раног Самудског раздобља (око 2500. п. н. е.), али и крава с дугим и кратким роговима, што говори о повољној клими на овом подручју;
4. Набатејско раздобље (око 2500—1500. п. н. е.) када се јављају бројни цртежи камила разних облика и величина, као и оваца;
5. и Арапско раздобље (после 1500. п. н. е.) када настају насеља попут Џубаха.[2]

Како би их посетитли, данас посетиоци морају купити посебну дозволу која се може купити у Музеју града Хаила (сат и по удаљен аутомобилом) или у Музеју палате Атика Наифа ал-Шамарија на главној улици града Џубаха, у близини локалитета Џабел Ум Синмана. Од овог места се организује и обилазак пустиње Наџ.